# Las Veguillas
Las Veguillas – gmina w Hiszpanii, w prowincji Salamanka, w Kastylii i León, o powierzchni 43,7 km². W 2011 roku gmina liczyła 288 mieszkańców.